# Chaddleworth
Chaddleworth är en ort och civil parish i Storbritannien.   Den ligger i kommunen West Berkshire i riksdelen England, i den södra delen av landet, 90 km väster om huvudstaden London. Antalet invånare är 499. Arean är 13,7 kvadratkilometer.
Terrängen i Chaddleworth är platt.